# Klöster in Ohrdruf
Klöster und Stifte bestanden in Ohrdruf in Thüringen vom 8. bis zum 21. Jahrhundert.

## Klöster und Stifte

### Benediktinerkloster 725–um 775/1077
Um 725 soll der Missionar Bonifatius in Ohrdruf das erste Kloster in Thüringen gegründet haben. Dieses befand sich links der Ohra am Ort der späteren Michaeliskirche. Vor 775 wurde es durch Bischof Lullus dem Kloster Hersfeld als Zelle (cellula) unterstellt.

### Chorherrenstift St. Peter 980–1344
777 soll Lullus rechts der Ohra auf dem späteren Burggelände (Schloss Ehrenstein) eine Kapelle St. Peter gegründet haben, an der 980 ein Kollegiatstift eingerichtet wurde. 1137 wurde erstmals ein Kanoniker des Stifts erwähnt. Möglicherweise wurde zu einem späteren Zeitpunkt die Regel der Augustiner-Chorherren angenommen.
1344 wurde das Stift nach Gotha verlegt.

### Karmelitenkloster 1463–1523
1463 bezog der Karmelitenorden die leerstehenden Stiftsgebäude. 1523 wurde das Kloster wieder aufgelöst.

### Karmelitenkloster 1991–2007
1991 gründeten die Karmeliten eine Ordensgemeinschaft an der katholischen Pfarrkirche St. Petrus. Diese Niederlassung hatte bis 2007 Bestand.